# Macapta lydia
Macapta lydia är en fjärilsart som beskrevs av Jones 1912. Macapta lydia ingår i släktet Macapta och familjen nattflyn. Inga underarter finns listade i Catalogue of Life.